# طائفة مليلية
كانت مملكة مليلية مملكة إسلامية مستقلة صغيرة، وُجدت بين عامي ١٠٣٠ و١٠٧٩ تقريبًا، في مدينة مليلية الحالية، الواقعة على ساحل شمال إفريقيا لبحر البوران . نشأت بعد تفكك خلافة قرطبة ، في سياق تشكيل أولى طوائف الأندلس. ورغم قصر عمرها وقلة أهميتها مقارنةً بطوائف أخرى، إلا أنها مثّلت جيبًا استراتيجيًا على طرق التجارة بين المغرب وشبه الجزيرة الأيبيرية . 

## تاريخ

### مؤسسة
غزت مليلية وضمتها إلى خلافة قرطبة عام 927 على يد الأمير والخليفة عبد الرحمن الثالث ، كجزء من توسعه في شمال أفريقيا. دُمجت المدينة في الهيكل الإداري والعسكري للخلافة. 
خلال الفتنة أو الحرب الأهلية التي أدت إلى تفكك الخلافة في أوائل القرن الحادي عشر، أصبح أحد أحفاد الحكم الأول الأمويين، واسمه عبد العزيز، مستقلاً في عام 1030، وبالتالي أسس طائفة مليلية.

### حكومة محمد الثاني المستعلي
بين عامي ١٠٦٣ و١٠٦٧، حكم الطائفة محمد الثاني بن إدريس المستعلي ، الذي كان ملكًا سابقًا لطائفة مالقة . وتشير مصادر إلى أنه بعد طرده من مالقة عام ١٠٥٧ على يد باديس بن حادوس ، أمير طائفة غرناطة ، لجأ المستعلي أولًا إلى ألمرية ، حيث بقي لفترة حتى عام ١٠٦٤ عندما سافر إلى مليلية، حيث قبلته النخبة المحلية سيدًا.  
التاريخ الدقيق لوفاته غير معروف، على الرغم من أنه من المفترض أنها حدثت بعد وقت قصير من عام 1067.

### نهاية التاييفا
في عام 1079، تم احتلال وضم طائفة مليلية إلى القوة المتنامية لإمبراطورية المرابطين ، والتي كانت تتقدم من المغرب إلى الشمال، وتعزز هيمنتها على ساحل شمال أفريقيا وفي وقت لاحق في الأندلس. 

## التنظيم السياسي والاجتماعي
نُظِّمت طائفة مليلية حول المدينة المحصنة. تألف سكانها بشكل رئيسي من المسلمين الأندلسيين، والبربر المحليين، وربما من مجتمعات يهودية ومسيحية موزارية. كانت للمدينة مدينة قديمة محصنة، تقع في ما يُعرف حاليًا بتل الكوب ، وكانت محمية بأسوار. 

## اقتصاد
اعتمد اقتصاد مليلية على التجارة البحرية والبرية . وكانت بمثابة ميناء للتبادل بين الأندلس ومدن المغرب العربي ، وشاركت في شبكات التجارة عبر الصحراء الكبرى. كما طورت اقتصادًا زراعيًا مرويًا في المناطق المحيطة بها، إلى جانب الأنشطة الحرفية المحلية. 

## إرث
تُمثل طائفة مليلية، على الرغم من قصر تاريخها وقلة توثيقها، حالةً فريدةً في عصر الطوائف، إذ كانت تقع خارج شبه جزيرة الأندلس. ويُظهر تاريخها أهمية الجيوب الشمالية الأفريقية في السياسة الأندلسية، وتنقل السلالات الحاكمة بين ضفتي البحر الأبيض المتوسط. 